# Cize (Ain)
Pour les articles homonymes, voir Cize.
Cize est une commune française, dans le département de l'Ain en région Auvergne-Rhône-Alpes.

## Géographie
Cize se situe dans le Revermont, sur la rive droite de l'Ain.
Le village est situé sur la rive droite de l'Ain dans les gorges profondes de la rivière à cet endroit, entre le viaduc ferroviaire et routier, imposant ouvrage d'art imposé par l'étroitesse des gorges et le barrage de Cize-Bolozon à quelques kilomètres du village.

### Climat
Pour des articles plus généraux, voir Climat d'Auvergne-Rhône-Alpes et Climat de l'Ain.
En 2010, le climat de la commune est de type climat des marges montargnardes, selon une étude du CNRS s'appuyant sur une série de données couvrant la période 1971-2000. En 2020, Météo-France publie une typologie des climats de la France métropolitaine dans laquelle la commune est dans une zone de transition entre le climat semi-continental et le climat de montagne et est dans la région climatique Jura, caractérisée par une forte pluviométrie en toutes saisons (1 000 à 1 500 mm/an), des hivers rigoureux et un ensoleillement médiocre.
Pour la période 1971-2000, la température annuelle moyenne est de 11,5 °C, avec une amplitude thermique annuelle de 17,9 °C. Le cumul annuel moyen de précipitations est de 1 348 mm, avec 11,5 jours de précipitations en janvier et 8,3 jours en juillet. Pour la période 1991-2020, la température moyenne annuelle observée sur la station météorologique de Météo-France la plus proche, « Ceyzériat_sapc », sur la commune de Ceyzériat à 10 km à vol d'oiseau, est de 11,7 °C et le cumul annuel moyen de précipitations est de 1 032,6 mm,. Pour l'avenir, les paramètres climatiques de la commune estimés pour 2050 selon différents scénarios d'émission de gaz à effet de serre sont consultables sur un site dédié publié par Météo-France en novembre 2022.

## Urbanisme

### Typologie
Au 1er janvier 2024, Cize est catégorisée commune rurale à habitat dispersé, selon la nouvelle grille communale de densité à 7 niveaux définie par l'Insee en 2022.
Elle est située hors unité urbaine. Par ailleurs la commune fait partie de l'aire d'attraction de Bourg-en-Bresse, dont elle est une commune de la couronne,. Cette aire, qui regroupe 80 communes, est catégorisée dans les aires de 50 000 à moins de 200 000 habitants,.

### Occupation des sols
L'occupation des sols de la commune, telle qu'elle ressort de la base de données européenne d’occupation biophysique des sols Corine Land Cover (CLC), est marquée par l'importance des forêts et milieux semi-naturels (53,5 % en 2018), une proportion sensiblement équivalente à celle de 1990 (53,3 %). La répartition détaillée en 2018 est la suivante : 
milieux à végétation arbustive et/ou herbacée (32,2 %), prairies (24,9 %), forêts (21,3 %), terres arables (11,6 %), zones urbanisées (5,6 %), eaux continentales (4,4 %).
L'évolution de l’occupation des sols de la commune et de ses infrastructures peut être observée sur les différentes représentations cartographiques du territoire : la carte de Cassini (XVIIIe siècle), la carte d'état-major (1820-1866) et les cartes ou photos aériennes de l'IGN pour la période actuelle (1950 à aujourd'hui).

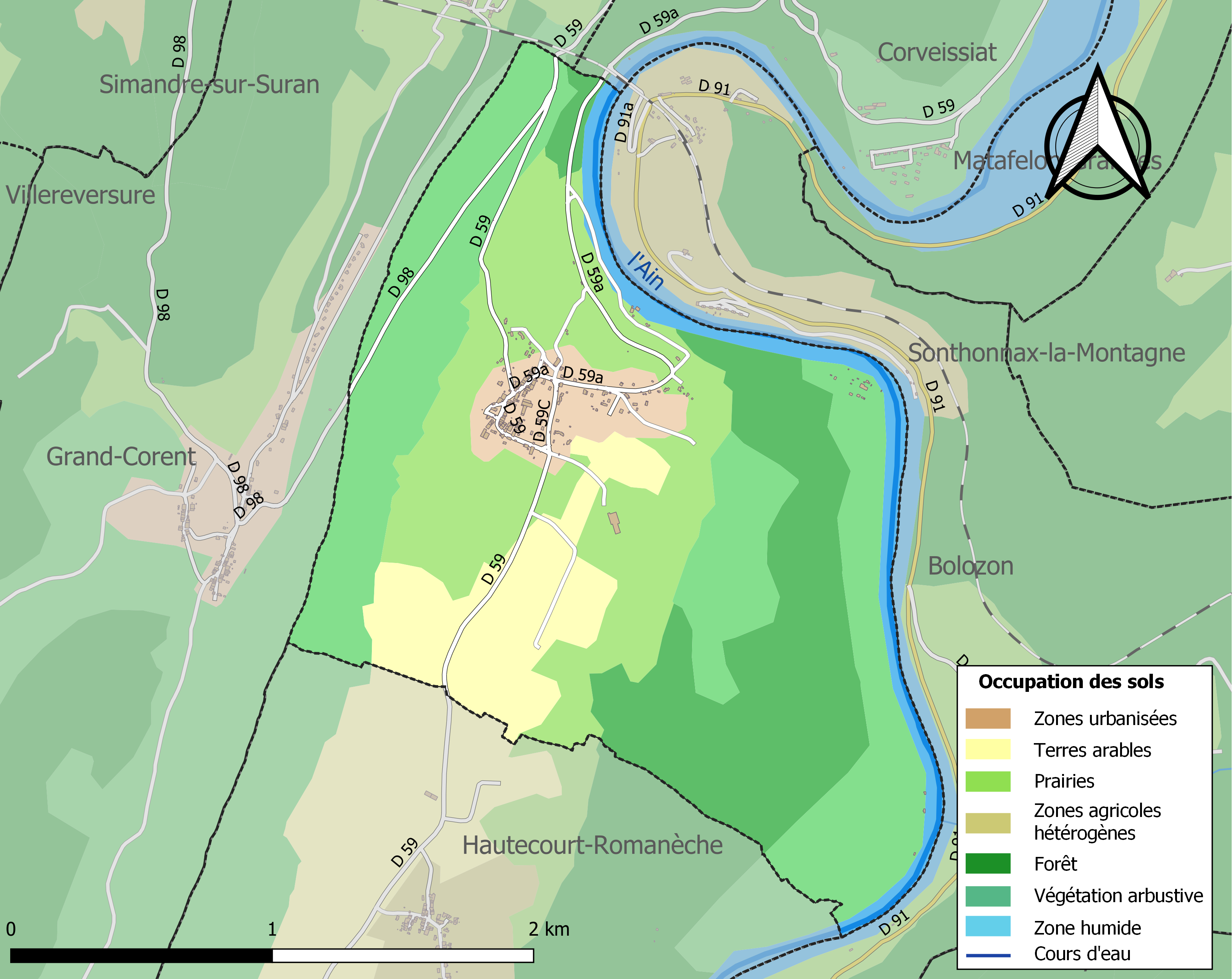
Carte des infrastructures et de l'occupation des sols de la commune en 2018 (CLC).

## Politique et administration

### Découpage territorial
La commune de Cize est membre de la communauté d'agglomération du Bassin de Bourg-en-Bresse, un établissement public de coopération intercommunale (EPCI) à fiscalité propre créé le 1er janvier 2017 dont le siège est à Bourg-en-Bresse. Ce dernier est par ailleurs membre d'autres groupements intercommunaux.
Sur le plan administratif, elle est rattachée à l'arrondissement de Bourg-en-Bresse, au département de l'Ain et à la région Auvergne-Rhône-Alpes. Sur le plan électoral, elle dépend du  canton de Saint-Étienne-du-Bois pour l'élection des conseillers départementaux, depuis le redécoupage cantonal de 2014 entré en vigueur en 2015, et de la première circonscription de l'Ain  pour les élections législatives, depuis le dernier découpage électoral de 2010.

### Administration municipale

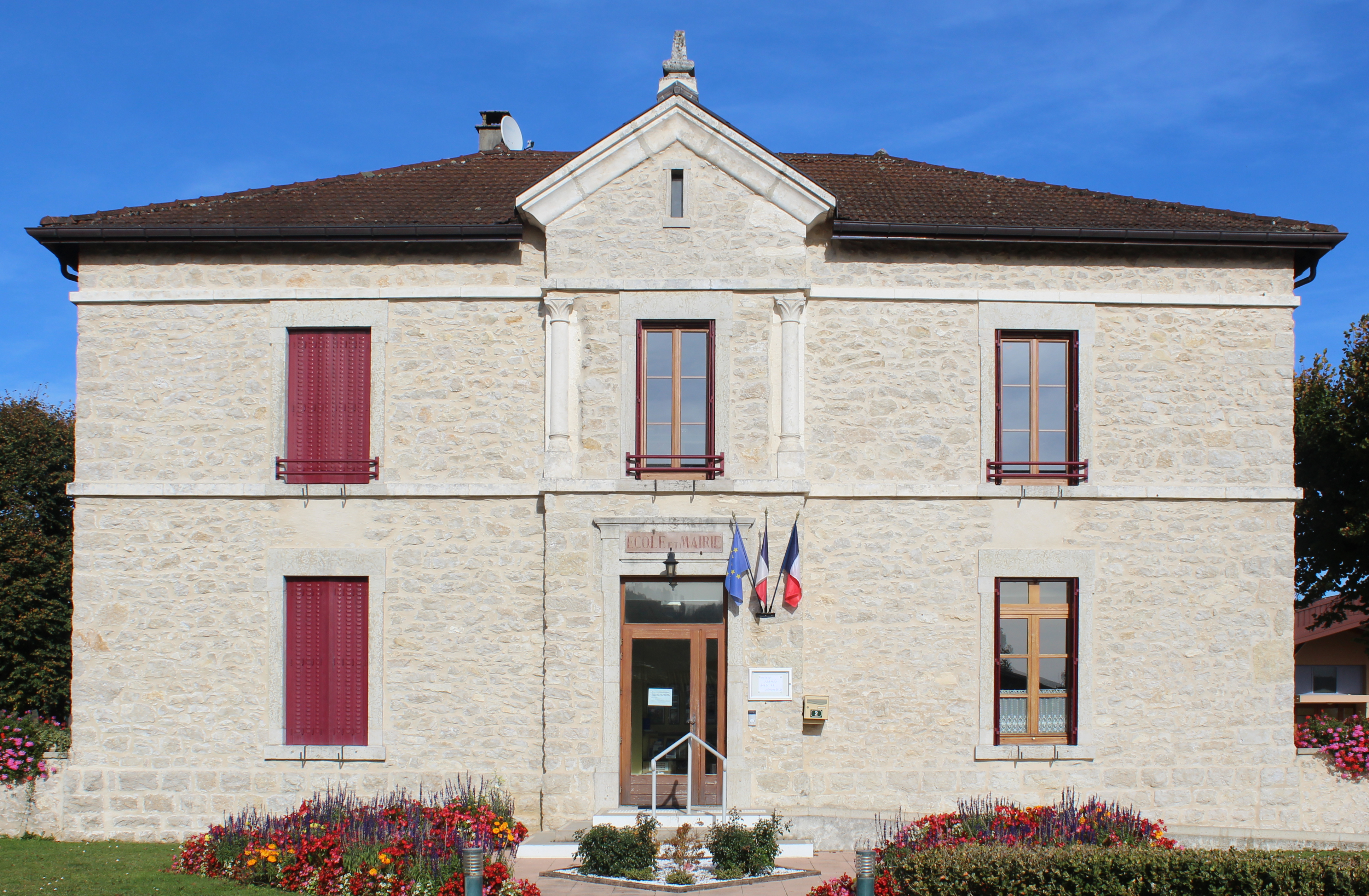
Mairie.

| Période                                  | Période  | Identité        | Étiquette | Qualité               |
| ---------------------------------------- | -------- | --------------- | --------- | --------------------- |
| 1935                                     | 1977     | Léon Demoris    |           |                       |
| 1977                                     | 1983     | Robert Musy     |           |                       |
| 1983                                     | 1986     | Roger Guénin    |           |                       |
| 1986                                     | 1995     | Gilbert Laurand |           | Retraité EDF          |
| 1995                                     | 2014     | Joël Bibet      |           | Réélu en 2001 et 2008 |
| 2014                                     | En cours | Luc Desbois     | SE        | Agriculteur           |
| Les données manquantes sont à compléter. |          |                 |           |                       |

## Démographie
L'évolution du nombre d'habitants est connue à travers les recensements de la population effectués dans la commune depuis 1793. Pour les communes de moins de 10 000 habitants, une enquête de recensement portant sur toute la population est réalisée tous les cinq ans, les populations de référence des années intermédiaires étant quant à elles estimées par interpolation ou extrapolation. Pour la commune, le premier recensement exhaustif entrant dans le cadre du nouveau dispositif a été réalisé en 2004.
En 2022, la commune comptait 175 habitants, en évolution de +2,94 % par rapport à 2016 (Ain : +5,15 %, France hors Mayotte : +2,11 %).
| 1793 | 1800 | 1806 | 1821 | 1831 | 1836 | 1841 | 1846 | 1851 |
| ---- | ---- | ---- | ---- | ---- | ---- | ---- | ---- | ---- |
| 200  | 148  | 184  | 210  | 168  | 167  | 196  | 201  | 222  |

| 1856 | 1861 | 1866 | 1872 | 1876 | 1881 | 1886 | 1891 | 1896 |
| ---- | ---- | ---- | ---- | ---- | ---- | ---- | ---- | ---- |
| 226  | 223  | 197  | 206  | 179  | 188  | 186  | 192  | 177  |

| 1901 | 1906 | 1911 | 1921 | 1926 | 1931 | 1936 | 1946 | 1954 |
| ---- | ---- | ---- | ---- | ---- | ---- | ---- | ---- | ---- |
| 196  | 171  | 167  | 154  | 126  | 237  | 172  | 155  | 137  |

| 1962 | 1968 | 1975 | 1982 | 1990 | 1999 | 2004 | 2006 | 2009 |
| ---- | ---- | ---- | ---- | ---- | ---- | ---- | ---- | ---- |
| 136  | 126  | 128  | 108  | 112  | 127  | 141  | 141  | 167  |

| 2014 | 2019 | 2022 | - | - | - | - | - | - |
| ---- | ---- | ---- | - | - | - | - | - | - |
| 173  | 179  | 175  | - | - | - | - | - | - |

## Lieux et monuments
- Le viaduc ferroviaire de Cize-Bolozon sur ligne du Haut-Bugey, détruit pendant la Seconde Guerre mondiale, reconstruit six ans plus tard avec ses deux niveaux de onze arches. L'édifice, bien que comportant le nom de Cize dans une partie de son nom, n'est cependant pas situé sur le territoire de la commune, mais sur celles de Bolozon et de Corveissiat.
- Église Saint-Martin de Cize.